# Fountain Valley
Fountain Valley är en stad i södra Kalifornien i USA. Invånarantalet är 56 100 (2004). Staden grundades 1957; tidigare var den känd som Talbert eller Gospel Swamp. 
Namnet Fountain Valley ("Fontändalen") härstammar från 1953, då det sades att det räckte med att sticka en pinne i marken för att en källa skulle bildas.

## Företag
Hyundai Motor company har sitt nationella huvudkontor i Fountain Valley, liksom minnestillverkaren Kingston Technologies.